# Tyriespis
Tyriespis († 325 v. Chr.) war ein Statthalter Alexanders des Großen in Asien.
Tyriespis war iranischer Abstammung und diente vermutlich schon in der Verwaltung des Achämenidenreichs. Erstmals wird er jedoch als Gefolgsmann Alexanders genannt, als dieser ihn während seines Feldzuges im Jahr 327 v. Chr. zum Satrap der Provinz Paropamisaden als Nachfolger des Proexes ernannte, womit ihm auch die Kontrolle über den Hindukusch zufiel. Unmittelbar darauf schlug Tyriespis zusammen mit Philippos den Aufstand der Assakanier in der benachbarten Provinz Gandhara nieder. Seine Statthalterschaft galt als korrupt, weshalb er von Alexander 325 v. Chr. seines Amtes enthoben und durch Oxyartes, der bereits in Gandhara regierte, ersetzt wurde. Für seine Vergehen wurde Tyriespis zum Tod verurteilt und hingerichtet.